# دينيسي ميلر
دينيسي ميلر (بالإنجليزية: Denise Miller)‏ هي ممثلة أمريكية، ولدت في 17 يوليو 1963 في بروكلين في الولايات المتحدة.

## وصلات خارجية
- دينيسي ميلر على موقع IMDb (الإنجليزية)
- دينيسي ميلر على موقع قاعدة بيانات الفيلم (الإنجليزية)